# مطار تيد ستيفنز أنكوراج الدولي
مطار تيد ستيفنز أنكوراج الدولي (بالإنجليزية: Ted Stevens Anchorage International Airport)‏(إياتا: ANC، إيكاو: PANC، معرف الموقع إف إيه إيه: ANC) هو مطار دولي رئيسي في ولاية ألاسكا الأمريكية جنوب غرب وسط مدينة أنكوراج ويبٌعد عنها 4 أميال (7.4 كم). وسمي المطار باسم تيد ستيفنز ،تكريما له، وهو سيناتور أمريكي، خدم في الفترة 1968-2009. صنفته الوطنية لإدارة الطيران الفيدرالية (FAA) لأنظمة المطارات المتكاملة للفترة 2017-2021 مرفق خدمات تجارية أولية متوسطة المحور.

## شركات الطيران والوجهات

### الركاب
| شركـات طيـران           | الوجهات | Refs   |
| ----------------------- | --- | ------ |
| طيران كندا              | موسمي: مطار فانكوفر الدولي | [ 5 ]  |
| خطوط آلاسكا الجوية      | Adak، Bethel، مطار أوهير الدولي، Cordova، Deadhorse، Dillingham، مطار باين فيلد، Fairbanks، مطار هونولولو الدولي، Juneau، King Salmon ‏، Kodiak، Kotzebue، مطار هاري ريد الدولي، مطار لوس أنجلوس الدولي، Nome، مطار فينيكس سكاي هاربر الدولي، مطار بورتلاند الدولي، مطار سياتل تاكوما الدولي، Utqiagvik موسمي: مطار دنفر الدولي، Kahului، Kailua-Kona، مطار منيابولس-سنت بول الدولي، مطار جون إف كينيدي الدولي (تبدأ 13 يونيو 2024)، مطار سولت ليك سيتي الدولي، مطار سان دييغو الدولي (تبدأ 18 مايو 2024)، مطار سان فرانسيسكو الدولي | [ 7 ]  |
| Aleutian Airways        | Cold Bay ‏، Homer، King Salmon ‏، Sand Point ‏، Unalaska/Dutch Harbor ‏ | [ 9 ]  |
| الخطوط الجوية الأمريكية | موسمي: مطار أوهير الدولي، مطار دالاس فورت ورث الدولي | [ 10 ] |
| كوندور للطيران          | موسمي: مطار فرانكفورت | [ 11 ] |
| خطوط دلتا الجوية        | مطار منيابولس-سنت بول الدولي، مطار سياتل تاكوما الدولي موسمي: مطار هارتسفيلد جاكسون، مطار ديترويت (تستأنف في 7 يونيو 2024)، مطار سولت ليك سيتي الدولي | [ 13 ] |
| Discover Airlines       | موسمي: مطار فرانكفورت | [ 14 ] |
| Grant Aviation          | Kenai | [ 15 ] |
| Iliamna Air Taxi        | Iliamna | [ 16 ] |
| Katmai Air              | Brooks Camp، King Salmon ‏ | [ 17 ] |
| Ravn Alaska             | Cold Bay ‏، Homer، Sand Point ‏، St. Mary's ‏، St. Paul ‏، Unalakleet، Unalaska/Dutch Harbor ‏، Valdez موسمي: King Salmon ‏ | [ 18 ] |
| Reeve Air Alaska        | Gulkana، McGrath | [ 19 ] |
| Ryan Air ‏               | Aniak | [ 20 ] |
| خطوط بلاد الشمس الجوية  | موسمي: مطار منيابولس-سنت بول الدولي | [ 21 ] |
| الخطوط الجوية المتحدة   | مطار دنفر الدولي موسمي: مطار أوهير الدولي، مطار جورج بوش الدولي، مطار نيوآرك ليبرتي الدولي، مطار سان فرانسيسكو الدولي | [ 22 ] |

| خريطة الوجهات |
| ------------- |
|               |

### الشحن
| شركـات طيـران                            | الوجهات |
| ---------------------------------------- | --- |
| AirBridgeCargo                           | Cincinnati، مطار هونغ كونغ الدولي (جميعها معلقة) |
| طيران الصين للشحن الجوي                  | مطار بكين العاصمة الدولي، مطار أوهير الدولي، مطار دالاس فورت ورث الدولي، مطار جون إف كينيدي الدولي، مطار شانغهاي بودنغ الدولي |
| Alaska Air Cargo                         | Adak، Barrow، Bethel، Cordova، Deadhorse، Dillingham، Juneau، Kodiak، Kotzebue، Nome، مطار سياتل تاكوما الدولي |
| Alaska Central Express                   | Aniak، Bethel، Cold Bay ‏، Cordova، Dillingham، Dutch Harbor/Unalaska ‏، Iliamna، Juneau، King Salmon ‏، Kodiak، Port Heiden ‏، Sand Point ‏، Sitka، St. George ‏، St. Paul ‏ |
| Amazon Air                               | مطار سياتل تاكوما الدولي |
| خطوط آسيانا الجوية                       | مطار هارتسفيلد جاكسون، مطار لوس أنجلوس الدولي، مطار جون إف كينيدي الدولي، مطار إنتشون الدولي |
| طيران أطلس                               | Worldwide |
| كارغولوكس                                | Columbus–Rickenbacker، مطار أوهير الدولي، مطار هونغ كونغ الدولي، مطار لوس أنجلوس الدولي، مطار جون إف كينيدي الدولي، مطار شانغي سنغافورة، مطار تشنغتشو الدولي |
| كاثي باسيفيك                             | مطار هارتسفيلد جاكسون، مطار كالغاري الدولي، مطار أوهير الدولي، Columbus–Rickenbacker، مطار دالاس فورت ورث الدولي، مطار غوادالاخارا الدولي، مطار هونغ كونغ الدولي، مطار جورج بوش الدولي، مطار لوس أنجلوس الدولي، مطار بينيتو خواريز الدولي، مطار ميامي الدولي، مطار جون إف كينيدي الدولي، مطار سان فرانسيسكو الدولي، مطار تورونتو بيرسون الدولي                                                                            |
| الخطوط الجوية الصينية                    | مطار هارتسفيلد جاكسون، مطار أوهير الدولي، مطار دالاس فورت ورث الدولي، مطار جورج بوش الدولي، مطار كانساي الدولي، مطار لوس أنجلوس الدولي، مطار ميامي الدولي، مطار جون إف كينيدي الدولي، مطار سان فرانسيسكو الدولي، مطار تايوان تاويوان الدولي |
| الخطوط الجوية الصينية للشحن              | مطار هارتسفيلد جاكسون، مطار أوهير الدولي، مطار شانغهاي بودنغ الدولي |
| خطوط جنوب الصين الجوية                   | مطار أوهير الدولي، مطار قوانغتشو باييون الدولي، مطار شانغهاي بودنغ الدولي، مطار تشنغتشو الدولي |
| دي إتش إل للطيران                        | Charleston (SC) ‏، مطار أوهير الدولي، Cincinnati، مطار هونغ كونغ الدولي، مطار هنتسفيل الدولي، مطار لوس أنجلوس الدولي، مطار ميامي الدولي، مطار تشوبو سنتراير الدولي، مطار جون إف كينيدي الدولي، مطار كانساي الدولي، مطار إنتشون الدولي، مطار شانغهاي بودنغ الدولي، مطار شانغي سنغافورة، مطار ناريتا الدولي |
| الخطوط الجوية الإثيوبية                  | مطار هارتسفيلد جاكسون، مطار أديس أبابا بولي الدولي، مطار إنتشون الدولي |
| الاتحاد للطيران                          | Columbus–Rickenbacker، مطار نوي باي الدولي |
| إيفا للطيران                             | مطار هارتسفيلد جاكسون، مطار أوهير الدولي، مطار دالاس فورت ورث الدولي، مطار جون إف كينيدي الدولي، مطار كانساي الدولي، مطار تايوان تاويوان الدولي |
| Everts Air Cargo                         | Bethel، Dillingham، Emmonak، Galena، King Salmon ‏، Kotzebue، Nome |
| فيديكس إكسبرس                            | مطار أنتونيو بي وان بات الدولي، مطار قوانغتشو باييون الدولي، مطار هونغ كونغ الدولي، مطار إنديانابوليس الدولي، Fort Worth/Alliance ‏، مطار لوس أنجلوس الدولي، مطار ممفيس الدولي، مطار نيوآرك ليبرتي الدولي، مطار أوكلاند الدولي (الولايات المتحدة)، مطار كانساي الدولي، مطار سياتل تاكوما الدولي، مطار إنتشون الدولي، مطار شانغهاي بودنغ الدولي، مطار تايوان تاويوان الدولي، مطار ناريتا الدولي، مطار تورونتو بيرسون الدولي |
| فيديكس إكسبرس                            | Fairbanks، Homer، Juneau، Kenai، Kodiak، Sitka |
| طيران كاليتا                             | مطار أوهير الدولي، مطار حيفي شينكياو الدولي، مطار هونغ كونغ الدولي، مطار لوس أنجلوس الدولي، مطار إنتشون الدولي، مطار شانغهاي بودنغ الدولي |
| كوريا للطيران                            | مطار أوهير الدولي، مطار دالاس فورت ورث الدولي، مطار غوادالاخارا الدولي، مطار هاليفاكس الدولي، مطار ميامي الدولي، مطار جون إف كينيدي الدولي، مطار إنتشون الدولي، مطار تورونتو بيرسون الدولي |
| Lynden Air Cargo                         | Bethel، Kotzebue، Nome |
| الخطوط الجوية الوطنية (الولايات المتحدة) | مطار أوهير الدولي، Fairfield، قاعدة يوكوتا الجوية، مطار لوس أنجلوس الدولي، مطار تشوبو سنتراير الدولي، مطار شانغهاي بودنغ الدولي، Tulsa |
| Nippon Cargo Airlines                    | مطار أوهير الدولي، مطار دالاس فورت ورث الدولي، مطار جون إف كينيدي الدولي، مطار ناريتا الدولي |
| Northern Air Cargo                       | Aniak، Barrow، Bethel، Deadhorse، Dillingham، Nome، Red Dog ‏، Unalakleet |
| Polar Air Cargo                          | مطار ناريتا الدولي |
| Qantas Freight                           | مطار سوفارنابومي الدولي، مطار أوهير الدولي، مطار جون إف كينيدي الدولي، مطار شانغهاي بودنغ الدولي، مطار سيدني |
| Singapore Airlines Cargo                 | مطار دالاس فورت ورث الدولي، مطار هونغ كونغ الدولي، مطار لوس أنجلوس الدولي، مطار نانجينغ الدولي، مطار شانغي سنغافورة، مطار شيامن قاوتشي الدولي |
| Sky Lease Cargo                          | مطار تشانغشا هوانغوا الدولي، مطار أوهير الدولي، مطار ميامي الدولي، مطار تشنغتشو الدولي |
| خطوط سوبارنا الجوية                      | مطار أوهير الدولي، مطار نانجينغ الدولي، مطار شانغهاي بودنغ الدولي، مطار تشنغتشو الدولي |
| TransNorthern Aviation ‏                  | Kenai، Kodiak |
| خطوط يو بي إس الجوية                     | مطار شيكاغو روكفورد الدولي، مطار هونغ كونغ الدولي، Louisville، مطار نيوآرك ليبرتي الدولي، Ontario، مطار كانساي الدولي، مطار بورتلاند الدولي، مطار إنتشون الدولي، بوينغ فيلد، مطار شانغهاي بودنغ الدولي، مطار تايوان تاويوان الدولي، مطار ناريتا الدولي |
| Western Global Airlines                  | مطار دالاس فورت ورث الدولي، مطار هونغ كونغ الدولي،[بحاجة لمصدر] مطار لوس أنجلوس الدولي، Louisville، مطار إنتشون الدولي، مطار شانغهاي بودنغ الدولي |

## الإحصائيات
شاهد source Wikidata query and sources.
| الرتبة | الناقل                           | الركاب    | النصبة |
| ------ | -------------------------------- | --------- | ------ |
| 1      | خطوط آلاسكا الجوية               | 3,301,000 | 65.74% |
| 2      | خطوط دلتا الجوية                 | 670,000   | 13.35% |
| 3      | الخطوط الجوية المتحدة            | 292,000   | 5.82%  |
| 4      | Horizon Air (خطوط آلاسكا الجوية) | 283,000   | 5.63%  |
| 5      | Ravn آلاسكا                      | 195,000   | 5.57%  |

### أهم الوجهات
| الرتبة | المدينة             | المطار                          | الركاب    | الناقل                      |
| ------ | ------------------- | ------------------------------- | --------- | --------------------------- |
| 1      | سياتل/تاكوما        | مطار سياتل تاكوما الدولي        | 1,012,000 | آلاسكا، دلتا                |
| 2      | فيربانكس            | Fairbanks International Airport | 194,000   | آلاسكا، رفان آلاسكا         |
| 3      | مينيابوليس/سانت بول | مطار منيابولس سنت بول الدولي    | 112,000   | آلاسكا، دلتا، بلاد الشمس    |
| 4      | مطار أوهير الدولي   | مطار أوهير الدولي               | 110,000   | آلاسكا، الأمريكية، المتحدة  |
| 5      | جونو                | Juneau International Airport    | 88,000    | آلاسكا                      |
| 6      | بيثل                | Bethel Airport                  | 78,000    | آلاسكا                      |
| 7      | كودياك              | Kodiak Airport                  | 75,000    | آلاسكا، رفان آلاسكا         |
| 8      | دنفر                | مطار دنفر الدولي                | 72,000    | آلاسكا، المتحدة             |
| 9      | كيناي               | Kenai Municipal Airport         | 69,000    | Grant Aviation، رفان آلاسكا |
| 10     | بورتلاند            | مطار بورتلاند الدولي            | 68,000    | آلاسكا                      |